# Росак (военачальник Артаксеркса III)
Росак (др.-греч. Ῥοισάκης) — персидский сатрап Ионии и Лидии, военачальник царя Артаксеркса III, упомянутый при описании похода в Египет в 343 году до н. э.

## Биография
По утверждению Диодора Сицилийского, Росак, сатрап Ионии и Лидии, был потомком одного из участников заговора против Гауматы. По предположению исследователя Орлова В. П., Росак мог происходить из рода Гидарнидов, которые ещё со времён Дария I правили в Малой Азии. Росак мог находиться в родственных связях со своим тёзкой, сражавшимся с Александром Македонским в поединке в битве при Гранике в мае 334 года до н. э. Канадский исследователь В. Хеккель и Ф. Юсти полагают, что речь идёт об одном и том же человеке. П. Бриан считает их отцом и сыном. С этим соглашется Э. В. Рунг, который добавляет, что Росак мог принадлежать к той семье, к которой относился и тот его тёзка, который в 470—450 гг. до н. э. искал поддержку против Ксеркса I у Кимона в Афинах.
После своего воцарения Артаксеркс III стал предпринимать энергичные меры по восстановлению целостности державы Ахеменидов. Однако организованный в 351/50 г. до н. э. поход против Египта, отпавшего от империи несколько десятков лет назад, окончился неудачей. Через несколько лет, в 343 году до н. э., была предпринята новая попытка, завершившаяся на этот раз успехом. Артаксеркс прибегнул к помощи греческих наёмников и разделил армию на три части, каждой из которых руководил эллин и приставленный царём перс, по замечанию Диодора Сицилийского, из числа «проверенных, доблестных и верных». Росак вместе с фиванцем Лакратом командовал передовым корпусом. В их подчинении находился большой отряд кавалерии и пехоты.